# Gare de Bidarray-Pont-Noblia
Gare de Bidarray-Pont-Noblia vasútállomás Franciaországban, Bidarray településen.

## Vasútvonalak
Az állomást az alábbi vasútvonalak érintik:
- Bayonne–Saint-Jean-Pied-de-Port-vasútvonal

## Kapcsolódó állomások
A vasútállomáshoz az alábbi állomások vannak a legközelebb:
- Gare d’Ossès - Saint-Martin-d’Arrossa
- Gare d’Itxassou